# 小行星9058
小行星9058（英語：9058）是一颗围绕太阳公转的小行星。1992年5月1日，杰夫·T·阿鲁、肯尼斯·J·劳伦斯在帕洛马山发现了此天体。
这颗小行星的绝对星等为306.9374206513694等。